# Cintura dello Zambesi
La cintura dello Zambesi è una vasta area di deformazioni orogenetiche situata nello Zambia meridionale e nella parte settentrionale dello Zimbabwe.
La cintura è un segmento della più estesa cintura geologica che si trova tra il cratone del Congo e il cratone del Kalahari, e che comprende anche l'arco Lufiliano e la cintura del Damara. Il margine orientale della cintura interagisce in direzione nord-sud con l'orogenesi est africana.
La cintura dello Zambesi mostra evidenze di due importanti eventi tettonotermici, il primo avvenuto 890-880 Ma (milioni di anni fa), il secondo tra 550 e 520 Ma. Entrambi questi eventi modificarono i precedenti componenti dell'Archeano e del Mesoproterozoico, con piccole addizioni di materiale più giovane.
Il secondo evento fu causato dalla collisione dei cratoni del Congo e del Kalahari durante la formazione del supercontinente Gondwana, alla fine del Neoproterozoico.
La cintura include gli scisti bianchi del Kadunguri, che si sono formati per alterazione ad alta pressione di anfiboliti oceaniche o di arco insulare durante l'orogenesi Pan-Africana.
La cesura di Mwembeshi forma il confine settentrionale della cintura dello Zambesi, separandola dall'arco Lufiliano. Anche la zona di taglio risale all'orogenesi Pan-Africana, che ha permesso un cambiamento nella vergenza, o direzione delle pieghe, tra la cintura dello Zambesi e l'arco Lufiliano.